# Miramas
Miramas – miasto i gmina we Francji, w regionie Prowansja-Alpy-Lazurowe Wybrzeże, w departamencie Delta Rodanu.
Według danych na rok 1990 gminę zamieszkiwały 21 602 osoby, a gęstość zaludnienia wynosiła 839 osób/km² (wśród 963 gmin regionu Prowansja-Alpy-W. Lazurowe Miramas plasuje się na 33. miejscu pod względem liczby ludności, natomiast pod względem powierzchni na miejscu 396.).